# Paco Ignacio Taibo II
Paco Ignacio Taibo II (AFI: [ˈpako iɣˈnasjo ˈtajβo]), all'anagrafe Francisco Ignacio Taibo Mahojo (Gijón, 11 gennaio 1949) è uno scrittore, giornalista, saggista ed attivista politico spagnolo naturalizzato messicano.
Risiede in Messico dal 1958, quando la sua famiglia scappò dalla dittatura di Francisco Franco. È direttore delle raccolte Messico, storia di un popolo e Cronaca generale del Messico (1931-1986), del supplemento culturale della rivista Siempre! (1987-1988) e delle riviste Enigma e Bronca. Le sue opere comprendono romanzi gialli e storici e racconti ispirati alla cronaca, oltre ad una ricca produzione saggistica di argomento politico-sociale.

## Biografia
Taibo nasce a Gijón, nelle Asturie, nel 1949, figlio dello scrittore e giornalista Francisco Ignacio Taibo Lavilla González Nava Suárez Vich Manzón, meglio noto come Paco Ignacio Taibo I, deceduto il 14 novembre del 2008, che in vita dovette aggiungersi un "I" al proprio nome non appena lo stesso Taibo non cominciò anch'egli la propria carriera letteraria. La sua era una famiglia dagli ideali politici legati saldamente all'estrema sinistra, motivo per cui dovettero poi, essendo la Spagna dell'epoca stretta nella morsa del regime franchista, emigrare in Messico (un paese che, per tradizione, aveva accolto profughi e perdenti di molte rivoluzioni), nel 1958, quando Paco aveva a malapena 10 anni.
Il suo nonno paterno, Benito Taibo, apparteneva infatti al gruppo dirigente del Partito Socialista Operaio Spagnolo e partecipò all'insurrezione del 1934 ed alla susseguente guerra civile spagnola del 1936, combattendo naturalmente per il fronte repubblicano, così come il suo prozio paterno - cioè il fratello della sua nonna paterna - era direttore del giornale socialista El Avance (patirono entrambi le carceri franchiste per le loro attività e ideologie politiche); il nonno materno, invece, procurava armi di contrabbando agli anarco-sindacalisti durante la guerra civile, alla quale tentò anche di prendere parte armando un peschereccio, fino a che non morì con tutto il suo equipaggio, affondato con la propria imbarcazione dietro i colpi nemici. 

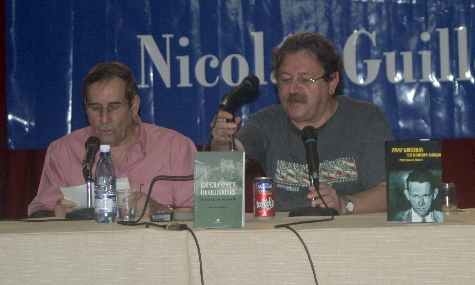
Paco Ignacio Taibo II (a destra) alla Fiera del Libro di L'Avana del 2009

Stabilitisi dunque a Città del Messico, il padre vi trovò lavoro in qualità di giornalista televisivo, attività che svolse proficuamente fino al 1968, cioè quando di fronte alla repressione sanguinosa del Movimento Studentesco messicano da parte dell'allora governo di Gustavo Díaz Ordaz, sentendosi limitato dalle ingerenze del governo nelle proprie politiche lavorative (e non potendo perciò denunciare pubblicamente tali atti repressivi), decise di lasciare il lavoro alla televisione e di ritornare al suo vecchio amore, la stampa. Nel frattempo, il giovane Paco Ignacio si dedicò intensamente all'impegno politico nel movimento studentesco ed al giornalismo, professione da lui sempre amata e che non abbandonerà mai, così come non abbandonerà la sua amata Città del Messico, teatro di azione di molti dei suoi racconti. Nel 1971 sposa Paloma Saiz y Chela, con cui ha una figlia di nome Marina.

## Le opere ed i premi
La carriera del Taibo scrittore può essere riassunta in alcune cifre: più di 50 titoli pubblicati – romanzi, libri di racconti, fumetti, reportages giornalistici, saggi storici – pubblicati in più di 20 paesi; numerosi premi letterari tra i quali:
- 1982 Premio Grijalbo per il Romanzo Eroi convocati
- 1986 Premio Café Gijón per Rivoluzionario di passaggio
- 1986 Premio Nazionale di Storia INAH e
- 1987 Premio Francisco Javier Clavijero, per Bolsheviquis. Historia narrativa de los orígenes del comunismo en México 1919-1925
- 1988 Premio Hammett per il miglior romanzo poliziesco in lingua spagnola per Come la vita[1]
- 1991 Premio Hammett per il miglior romanzo poliziesco in lingua spagnola per A quattro mani[1]
- 1991 Premio Latinoamericano di Romanzi polizieschi e di spionaggio per A quattro mani[1]
- 1992 Premio Internazionale Planeta-Joaquín Mortiz per La lontananza del tesoro
- 1994 Premio Hammett per il miglior romanzo poliziesco in lingua spagnola per La bicicletta di Leonardo[1]
- 1998 Premio Bancarella per Senza perdere la tenerezza - Vita e morte di Ernesto Che Guevara[2]

## Héctor Belascoarán Shayne
È l'investigatore privato di Città del Messico, protagonista di molti libri dello scrittore.
Figlio di un basco e di una irlandese (da qui il suo particolare doppio cognome, a cui tiene moltissimo), politicamente anarcoide, condivide l'ufficio con un idraulico, un tappezziere ed un ingegnere che si occupa di fogne. Ha un fratello impegnato politicamente a sinistra, una sorella reduce da un divorzio ed una fidanzata fantasma con la coda di cavallo.
È brutto e - da una certa avventura in poi - orbo e claudicante.
Le storie sono ambientate a Città del Messico e quando lo scrittore, agli inizi degli anni novanta, decise di "abbandonarla", i muri della città si riempirono di scritte come "Belascoarán, per favore ritorna!"
I libri che hanno per protagonista Héctor Belascoarán Shayne non sono solo gialli, ma descrivono molto bene la società messicana, la sua precarietà e la corruzione diffusa, ma anche la semplicità, l'umorismo e la voglia di vivere dei messicani.

## Opere

### Romanzi
- Héroes convocados. Manual para la toma del poder, México, D.F., Editorial Grijalbo, 1982.

Eroi convocati. Manuale per la presa del potere, Bologna, Agalev, 1989. [Poi con Daniel Chavarría, Adios muchachos; Rolo Díez, Mato y voy; Leonardo Padura Fuentes, La coda del serpente in La banda dei quattro, Milano, NET, 2005. ISBN 88-515-2224-3]
- De paso, México, D.F., Leega, 1986.

Rivoluzionario di passaggio, Milano, M. Tropea, 1996. ISBN 88-438-0001-9.
- Sombra de la sombra, Editorial Planeta Mexicana, 1986.

Ombre nell'ombra, Milano, Interno giallo, 1990. ISBN 88-356-0022-7.
L'ombra dell'ombra, Roma, La Nuova Frontiera, 2017, ISBN 9788883733215.
- La vida misma, 1987.

Come la vita, Roma, Donzelli, 1994. ISBN 88-7989-060-3.
- Cuatro manos, four hands, México, Zeta, 1990.

A quattro mani, Milano, Corbaccio, 1995. ISBN 88-7972-092-9.
- La lejanía del tesoro, Mexico, Editorial Planeta Mexicana, 1992.

La lontananza del tesoro, Roma, Donzelli, 1995. ISBN 88-7989-160-X.
- La bicicleta de Leonardo, México, Mortíz, 1993.

La bicicletta di Leonardo, Milano, Corbaccio, 1994. ISBN 88-7972-098-8.
- Así es la vida en los pinches Trópicos, 2000.

Te li do io i tropici, Milano, M. Tropea, 2000. ISBN 88-438-0232-1.
- Temporada de Zopilotes. Una historia narrativa de la decena trágica, México, D.F., Ed. Planeta Mexicana, 2009.
- El retorno de los tigres de la Malasia. Con la colaboración involuntaria de Emilio Salgari, México, D.F., Ed. Planeta Mexicana, 2010.

Ritornano le tigri della Malesia, Milano, Tropea, 2011. ISBN 978-88-558-0155-3.
- El olor de las magnolias, 2018.

Redenzione, La Nuova Frontiera, 2018. ISBN 978-88-8373-329-1.

#### Serie di Héctor Belascoarán Shayne
- Días de combate, Barcelona, Editorial Grijalbo, 1976.

Giorni di battaglia, Milano, M. Tropea, 1998. ISBN 88-438-0157-0.
- Cosa fácil, México, Editorial Grijalbo, 1977.

Il fantasma di Zapata, Milano, M. Tropea, 1998. ISBN 88-438-0169-4.
- No habrá final feliz, México, D.F., Lasser Press Mexicana, 1981.

Niente lieto fine, Milano, M. Tropea, 2001. ISBN 88-438-0319-0.
- Algunas nubes, México, D.F., Editora y Distribuidora Leega, 1985.

Qualche nuvola, Bologna, Metrolibri, 1992. ISBN 88-7248-062-0.
- Regreso a la misma ciudad y bajo la lluvia, México, D.F., Editorial Planeta Mexicana, 1989.

Stessa città, stessa pioggia, Bologna, Granata, 1994. ISBN 88-7248-099-X.
- Amorosos fantasmas, México, D.F., Promexa, 1990.

Fantasmi d'amore, Milano, M. Tropea, 2004. ISBN 88-438-0463-4.
- Sueños de frontera, México, D.F., Promexa, 1990.

Sogni di frontiera, Milano, M. Tropea, 2004. ISBN 88-438-0464-2.
- Desvanecidos difuntos, México, D.F., Promexa, 1991.

Svaniti nel nulla, Milano, Il saggiatore Net, 2007. ISBN 978-88-515-2342-8.
- Muertos incómodos. Novela a cuatro manos por subcomandante Marcos y Paco Ignacio Taibo II, con il Subcomandante Marcos, San Cristóbal de las Casas, Chiapas, México Ediciones Pirata, 2005.

Morti scomodi, con il Subcomandante Marcos, Milano, M. Tropea, 2005. ISBN 88-438-0549-5.
- Il taccuino di Héctor Belascoarán, Milano, Il saggiatore, 2012. ISBN 978-88-565-0330-2. [Contiene: Fantasmi d'amore, Sogni di frontiera e Svaniti nel nulla]

#### Serie di Olga Lavanderos
- Sintiendo que el campo de batalla..., México, El Juglar Ed./Júcar, 1989.

Sentendo che il campo di battaglia, Milano, M. Tropea, 1996. ISBN 88-438-0057-4.
- Que todo es imposible, México, Roca, 1995.

Ma tu lo sai che è impossibile, Milano, M. Tropea, 1997. ISBN 88-438-0118-X.

### Raccolte di racconti
- Doña Eustolia blandió el cuchillo cebollero, Culiacán, Sinaloa, México, Universidad Autónoma de Sinaloa, México, 1984.

E doña Eustolia brandì il coltello per le cipolle, Milano, M. Tropea, 2005. ISBN 88-438-0509-6.

### Saggistica
- Arcángeles. Cuatro historias no muy ortodoxas de revolucionarios, México, D.F., Alianza Editorial Mexicana, 1988.

Arcangeli, Milano, Il saggiatore, 1998. ISBN 88-428-0641-2.
- El año que estuvimos en ninguna parte. (La guerrilla africana de Ernesto Che Guevara), México, Mortiz, 1994.

L'anno in cui non siamo stati da nessuna parte. Il diario inedito di Ernesto «Che» Guevara in Africa,a cura di e con Froilán Escobar e Félix Guerra, Firenze, Ponte alle Grazie, 1994. ISBN 88-7928-275-1.
- Ernesto Guevara. También conocido como el Che, Mexico, D.F., Planeta, Editorial J. Mortiz, 1996

Senza perdere la tenerezza. Vita e morte di Ernesto Che Guevara, Milano, Il saggiatore, 1997. ISBN 88-428-0448-7.
- Pancho Villa. Una biografía narrativa, México, D.F., Ed. Planeta Mexicana, 2006.

Un rivoluzionario chiamato Pancho - Pancho Villa. Una biografia narrativa , Milano, Tropea, 2007. ISBN 978-88-558-0000-6.
- Tony Guiteras, un hombre guapo. Y otros personajes singulares de la revolución cubana de 1933, La Habana, Editorial de ciencias Sociales, 2009.

Un hombre guapo. [Vita e morte di Tony Guiteras, padre della rivoluzione cubana del 1933], Milano, Tropea, 2010. ISBN 978-88-558-0110-2.
- El Álamo. Una historia no apta para Hollywood, 2011.

Alamo, Milano, Tropea, 2012. ISBN 978-88-558-0227-7.
- '68, 1991. '68, Città del Messico: dalle lotte studentesche al massacro di Tlatelolco, Milano-Udine, Mimesis, 2021. ISBN 9788857575261.

### Altre opere inedite in Italia
- Nacimiento de la memoria, 1971.
- Historia General de Asturias. (Tomo 7), Gran Enciclopedia Asturiana Silverio Cañada, 1978.
- Historia General de Asturias. (Tomo 8), Gran Enciclopedia Asturiana Silverio Cañada, 1979.
- La huelga de los sombrereros, México 1875, México, CEHSMO, 1980.
- Asturias 1934, Madrid, Júcar, 1980.
- Memoria del Congreso de Mérida, 1981.
- El primer primero de mayo en México, con Jorge Fernández, 1981.
- La huelga del verano de 1920 en Monterrey, Monterrey, Oficina de Investigación y Difusión del Movimiento Obrero, 1981.
- El primer primero de mayo en el mundo, 1982.
- México. Historia de un pueblo, México, D.F., SEP/Editorial Nueva Imagen, 1982.
- Irapuato mi amor, Tabasco, Información Obrera, 1982.
- Pascual sexto round, 1983.
- El socialismo en un solo puerto. (Acapulco 1919-1923), con Rogelio Vizcaino, México, Extemporáneos-Información Obrera, 1983.
- El socialismo libertario mexicano. (siglo XIX), México, Universidad Autónoma de Sinaloa, 1984.
- Memoria roja. Luchas sindicales de los años 20, con Rogelio Vizcaino, 1984.
- Bajando la frontera, 1984.
- Danzón en Bellas Artes, (con Luis Hernández), 1985.
- Octubre 1934, cincuenta años para la reflexión, 1985.
- Pistolero y otros reportajes, 1985.
- Reportaje, 1985.
- Bolshevikis. Historia narrativa de los orígenes del comunismo en México 1919-1925, 1986
- Ataca Oaxaca, 1987
- El regreso de la verdadera araña y otras historias que pasaron en algunas fábricas, 1988
- Fantasmas nuestros de cada día, 1988
- Raymond Chandler's Phillip Marlowe, 1988
- Pascual: décimo round, 1988
- La batalla de Santa Clara, 1989
- Las dos muertes de Juan Escudero, con Rogelio Vizcaino, 1990
- El hombre de los lentes oscuros que mira hacia el cielo se llama Domingo y se llama Raul, 1991
- El caso Molinet, 1992
- Frontera de espejos rotos, 1994 (autore di uno dei racconti)
- Nomás los muertos están bien contentos, 1994
- Cárdenas de cerca: Una entrevista biográfica, 1994
- Máscara Azteca y el Doctor Niebla (después del golpe), 1996
- El general orejón ese, 1997
- Insurgencia mi amor, 1997
- Adiós Madrid, 1997
- Cuentos policiacos mexicanos, 1997
- Mi amigo Moran, 1998
- El camino de María, 1998
- Primavera pospuesta, 1999
- Retornamos como sombras, 2001
- El cura Hidalgo y sus amigos, 2002
- Hurler à la lun, con Marc Behm, 2003
- Sólo tu sombra fatal, 2006
- Olga Forever, 2006
- El libro rojo, 2008 (con altri scrittori ed artisti)

## Musica
Paco Ignacio Taibo II viene citato nella canzone Latinoamericana di Stefano "Cisco" Bellotti in cui Pino Cacucci recita la frase «Ay, pobre Mexico tan lejos de Diós y tan cerca de los gringos Americanos!».